# Sancho Garcés
Sancho Garcés, detto el de los Buenos Fueros (dalle buone leggi). Sancho anche in spagnolo, in aragonese, in portoghese e in galiziano, Sanç, in catalano e Antso in basco (965 circa – 5 febbraio 1017), fu conte indipendente di Castiglia (995-1017) e anche conte di Burgos, di Lantarón, di Cerezo e di Álava.

## Origine
Come ci viene confermato dal documento n° VII del Cartulario del infantado de Covarrubias, inerente la fondazione del monastero Sancho era figlio del conte di Castiglia García Fernández e di Ava di Ribagorza (Sancio Garsea), figlia, secondo il codice di Roda del Conte di Ribagorza, Raimondo II e di Garsenda di Fézensac .

García Fernández, come riporta il documento n° 35 del  Cartulario de San Millán de la Cogolla, era figlio del conte di Castiglia Fernán González e di Sancha Sanchez di Pamplonadocumento n° 35, datato 945 (900-955 circa, figlia, secondo il codice di Roda del re di Pamplona Sancho I Garcés e di Toda di Navarra,, la figlia di Aznar Sánchez, signore di Larraun e di Oneca Fortúnez, la figlia del re di Pamplona Fortunato Garcés e di Oria.

## Biografia
Nel novembre del 978 Sancho era presente quando i genitori, Garcia e Ava (Garsias Ferdinandez cum coniuge mea Ava comitisa) , fondarono a Covarrubias il monastero dell'Infantado de Covarrubias.
Nel 990, con l'appoggio dell'hajib di al-Andalus Almanzor, Sancho si ribellò al padre, Garcia, come riportano sia il documento n° VII del Cartulario del infantado de Covarrubias, che gliAnnales Complutense, dividendo in due parti la contea di Castiglia, che da quella data, rimase divisa sino alla morte del padre.

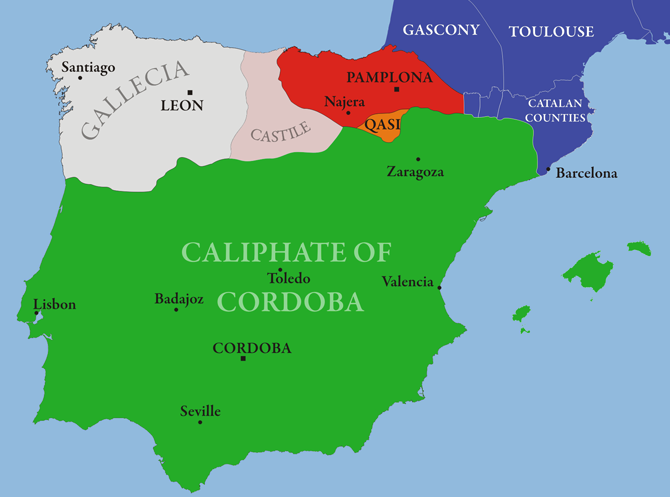
La penisola iberica nell'anno 1000

Suo padre Garcia morì prigioniero a Cordova, nel 995, dopo essere stato ferito e fatto prigioniero in una scaramuccia di confine, nell'estate di quell'anno, come riportano gli Annales Complutense; mentre il Chronicon Burgense riporta che fu catturato, dopo essere stato ferito in riva al Duero e che morì durante il trasferimento a Cordova; infine fu inumato nel monastero di San Pedro de Cardeña.

Dopo la morte del padre, Sancho gli succedette nel titolo di conte di Castiglia, continuando a riconoscere ai sovrani del León, una superiorità giuridica.

In quello stesso anno, per mantenere buoni i rapporti con Almanzor, gli diede in moglie la sorella Oneca Garces.
Nel 999, alla morte del re di León Bermudo II, si oppose invano alla nomina a reggente del nuovo re, Alfonso V, di tre anni, del Conte di Portucale, Menendo González († 11ottobre 1008), come riporta la Recherches sur l'histoire et la littérature de l'Espagne pendant le moyen age, tome premier con il quale ebbe rapporti conflittuali per tutto il periodo di reggenza.
Nello stesso anno Sancho rifiutò di pagare il tributo al califfo di Cordova, mettendosi in urto con al-Andalus; allora Sancho Garces fece un'alleanza con il re di Navarra García II Sánchez, con il re del León Bermudo II e con García Gómez de Carrión, conte di Saldaña.

Nel 1000 Almanzor attaccò la Castiglia e lo scontro avvenne, nel luglio del 1000, nella Provincia di Palencia, alla battaglia di Cervera de Pisuerga, che fu molto cruenta, con molti morti da ambo le parti, ma alla fine vide il successo dei Mori e la sconfitta di Sancho Garcés e del conte di Saldaña, che l'aveva seguito in battaglia, come riporta il Diccionario biográfico español, Real Academia de la Historia.
Sancho Garcés, alleatosi con i re cristiani Alfonso V del León e Sancho III Garcés il Grande della Navarra, partecipò alla battaglia di Calatañazor, nel 1002, dove Almanzor (molto probabilmente la sua retroguardia) subì la sua prima sconfitta e poco dopo, a Medinaceli, morì, come riporta lo storico Rafael Altamira.
Nel 1009 intervenne nella guerra civile tra gli omayyadi del califfato di Cordova, Sulaymān ibn al-Ḥakam, "al-Mustaʿīn", acclamato califfo dai Berberi, ed il califfo Muḥammad II (al-Mahdī) ibn Hishām, appoggiato dai mercenari dell'esercito, detti "gli schiavi".
Appoggiò Sulaymān contro al-Mahdī ed in cambio ricevette diverse piazze sulla linea del Duero: Osma, San Esteban de Gormaz, Clunia, Berlanga de Duero, Sepúlveda, Peñafiel, come riporta La web de las biografias. Con il suo aiuto Sulaymān riuscì a spodestare Muḥammad II e dopo la vittoria Cordova fu saccheggiata (distrutta secondo la Cronaca Burgense) dai berberi e dai castigliani e ricorda inoltre, nel 1009, la nascita del figlio, García,.
Il suo soprannome, el de los Buenos Fueros (dalle buone leggi), fu dovuto al fatto che concesse molti privilegi a diverse popolazioni della Castiglia.
Fu inoltre il fondatore del Monastero benedettino di San Salvador a Oña, nel 1011, dove è tumulato ancora oggi.
Sancho Garcés morì prematuramente, nel 1017, come riporta la Cronaca Burgense, probabilmente in battaglia, come riporta la Recherches sur l'histoire et la littérature de l'Espagne pendant le moyen age, tome premier.

Dopo la sua morte, la contea fu ereditata, assieme al titolo di conte, da suo figlio, García Sánchez, di circa sette anni, come riporta la Historia y ficción en la épica medieval castellana.

## Discendenza
Nel 994 Sancho aveva sposato la cugina, Urraca Gómez (?-1038), figlia di Gómez Diaz, conte di Saldaña, della famiglia dei Banu Gómez, e della zia di Sancho, Muniadomna Fernández di Castiglia, figlia di Fernan Gonzales, come riporta URRACA. UN NOMBRE EGREGIOEN LA ONOMÁSTICA ALTOMEDIEVAL.. Urraca fu uccisa dai Mori nel 1038, nel convento di Covarrubias (mataron la Condesa Doña Urraca en Cuevarrubias), dove si era ritirata dopo la morte del marito, come riportano gli Anales Toledanos

Sancho ed Urraca ebbero cinque figli:
- Fernando Sánchez (994-prima del marzo 999), data in cui i genitori fecero una donazione, per la sua anima.
- Munia di Castiglia (995-1066), contessa di Castiglia, sposò nel 1010 il re di Navarra Sancho III Garcés il Grande, come conferma la Crónica Latina de los reyes de Castilla[24]
- Trígrida di Castiglia (998-1029), badessa del Monastero benedettino di San Salvador di Oña.
- Sancha Sánchez di Castiglia (1006-1026), sposò il conte di Barcellona, Berengario Raimondo I lo Storpio
- García Sánchez (1010-1029), conte di Castiglia[21].

## Ascendenza
|                           |                         |                            | Genitori               |  |  | Nonni |  |  | Bisnonni                    |  |  | Trisnonni      |  |
|                           |                         |                            |                        |  |  |       |  |  | Gonzalo Fernández de Burgos |  |  | Fernando Muñoz |  |
|                           |                         |                            |                        |  |  |       |  |  | Gonzalo Fernández de Burgos |  |  | Fernando Muñoz |  |
|                           |                         | Gutina Díaz                |                        |  |  |       |  |  | Gonzalo Fernández de Burgos |  |  |                |  |
| Ferdinando Gonzales       |                         |                            |                        |  |  |       |  |  | Gonzalo Fernández de Burgos |  |  |                |  |
|                           |                         | Muniadomna di Lara         | …                      |  |  |       |  |  |                             |  |  |                |  |
|                           |                         | Muniadomna di Lara         | …                      |  |  |       |  |  |                             |  |  |                |  |
|                           |                         | Muniadomna di Lara         | …                      |  |  |       |  |  |                             |  |  |                |  |
| García Fernández          |                         | Muniadomna di Lara         |                        |  |  |       |  |  |                             |  |  |                |  |
|                           |                         | Sancho I Garcés di Navarra | García II Jiménez      |  |  |       |  |  |                             |  |  |                |  |
|                           |                         | Sancho I Garcés di Navarra | García II Jiménez      |  |  |       |  |  |                             |  |  |                |  |
|                           |                         | Sancho I Garcés di Navarra | Dadildis di Pallars    |  |  |       |  |  |                             |  |  |                |  |
| Sancha Sánchez di Navarra |                         | Sancho I Garcés di Navarra |                        |  |  |       |  |  |                             |  |  |                |  |
|                           |                         | Toda di Navarra            | Aznar Sánchez          |  |  |       |  |  |                             |  |  |                |  |
|                           |                         | Toda di Navarra            | Aznar Sánchez          |  |  |       |  |  |                             |  |  |                |  |
|                           |                         | Toda di Navarra            | Onneca Fortúnez        |  |  |       |  |  |                             |  |  |                |  |
| Sancho Garcés             |                         | Toda di Navarra            |                        |  |  |       |  |  |                             |  |  |                |  |
|                           | Bernardo I di Ribagorza | Raimondo I di Ribagorza    |                        |  |  |       |  |  |                             |  |  |                |  |
|                           | Bernardo I di Ribagorza | Raimondo I di Ribagorza    |                        |  |  |       |  |  |                             |  |  |                |  |
|                           | Bernardo I di Ribagorza | Ginigenta                  |                        |  |  |       |  |  |                             |  |  |                |  |
| Raimondo II di Ribagorza  | Bernardo I di Ribagorza |                            |                        |  |  |       |  |  |                             |  |  |                |  |
|                           |                         | Toda Galíndez d'Aragona    | Galindo III d'Aragona  |  |  |       |  |  |                             |  |  |                |  |
|                           |                         | Toda Galíndez d'Aragona    | Galindo III d'Aragona  |  |  |       |  |  |                             |  |  |                |  |
|                           |                         | Toda Galíndez d'Aragona    | Arcibella di Guascogna |  |  |       |  |  |                             |  |  |                |  |
| Ava di Ribagorza          |                         | Toda Galíndez d'Aragona    |                        |  |  |       |  |  |                             |  |  |                |  |
|                           |                         | Guglielmo I di Fezensac    | …                      |  |  |       |  |  |                             |  |  |                |  |
|                           |                         | Guglielmo I di Fezensac    | …                      |  |  |       |  |  |                             |  |  |                |  |
|                           |                         | Guglielmo I di Fezensac    | …                      |  |  |       |  |  |                             |  |  |                |  |
| Garsenda di Fezensac      |                         | Guglielmo I di Fezensac    |                        |  |  |       |  |  |                             |  |  |                |  |
|                           |                         | …                          | …                      |  |  |       |  |  |                             |  |  |                |  |
|                           |                         | …                          | …                      |  |  |       |  |  |                             |  |  |                |  |
|                           |                         | …                          | …                      |  |  |       |  |  |                             |  |  |                |  |
|                           |                         | …                          |                        |  |  |       |  |  |                             |  |  |                |  |

### Fonti primarie
- (LA)  Cartulario del infantado de Covarrubias
- (LA)  Cartulario de San Millán de la Cogolla Archiviato il 27 febbraio 2023 in Internet Archive.
- (LA)  España sagrada. Volumen 23
- (LA)  cartulario de san pedro de arlanza
- (LA)  Textos navarros del Códice de Roda Archiviato il 31 gennaio 2021 in Internet Archive..
- (LA)  España sagrada. Volumen 14.
- (FR)  #ES Histoire de l'Afrique et de l'Espagne, Volume 2
- (FR)  #ES Recherches sur l'histoire et la littérature de l'Espagne pendant le moyen age, tome premier
- (PT)  Portugal no Período Vimaranense (868-1128). Iª Parte

### Letteratura storiografica
- Rafael Altamira, Il califfato occidentale, in L’espansione islamica e la nascita dell’Europa feudale, collana «Storia del mondo medievale», II volume, Milano, Garzanti, 1999  [1979],  pp. 477–515, SBN RAV0065639.
- (ES)  #ES Historia y ficción en la épica medieval castellana
- (ES)  Crónica Latina de los reyes de Castilla
- (ES)  #ES URRACA. UN NOMBRE EGREGIOEN LA ONOMÁSTICA ALTOMEDIEVAL.